# 帚枝荆芥
帚枝荆芥（学名：Nepeta virgata）为唇形科荆芥属下的一个种。

## 扩展阅读
- 維基物種上的相關：帚枝荆芥